# Religión micénica

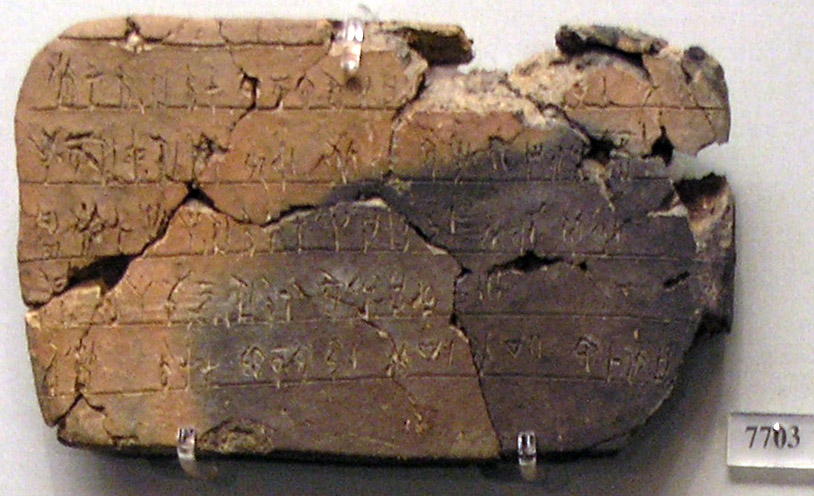
Tablilla de arcilla con escritura lineal B de La casa de las esfinges del XIII a.C.

La religión micénica se corresponde con los cultos practicados en Creta por la civilización micénica (c. 1600-1100 a. C.). Los elementos religiosos de la civilización micénica son difíciles de identificar, especialmente respecto a los yacimientos arqueológicos, donde es difícil encontrar los espacios de culto. John Chadwick señala que al menos hay seis siglos entre la presencia más temprana de hablantes de proto griego en las tierras que más adelante formarían parte de la Hélade, y las primeras inscripciones micénicas conocidas con el nombre de lineal B. Durante este largo periodo los conceptos y las prácticas se fueron fusionando con las creencias indígenas y la religión minoica. Con respecto a estos textos, las pocas listas de ofrendas que dan nombres de dioses como destinatarios de los bienes no revelan nada sobre las prácticas religiosas, y no han sobrevivido otros de los que poder saber más. Chadwick rechaza que las religiones minoica y micénica se confundan, tal como podrían señalar algunas correlaciones arqueológicas, y advierte contra "el intento de descubrir la prehistoria de la religión griega clásica a través de conjeturas de sus orígenes y resolviendo el significado de sus mitos" sobre todo a través de etimologías confusas. Moses I. Finley ha detectado muy pocas reflexiones sobre los micénicos auténticas en el mundo homérico del siglo VIII, a pesar de su contexto micénico. Nilsson también afirma que una gran cantidad de dioses minoicos y concepciones religiosas se fusionaron en la religión micénica, pero no se basa en las etimologías inciertas, sino en elementos religiosos y sus representaciones y la función general de los dioses. A partir de la evidencia existente, parece que la religión micénica fue la madre de la religión griega. El panteón micénico ya incluía muchas divinidades que se pueden encontrar en la Grecia clásica.

## Divinidades

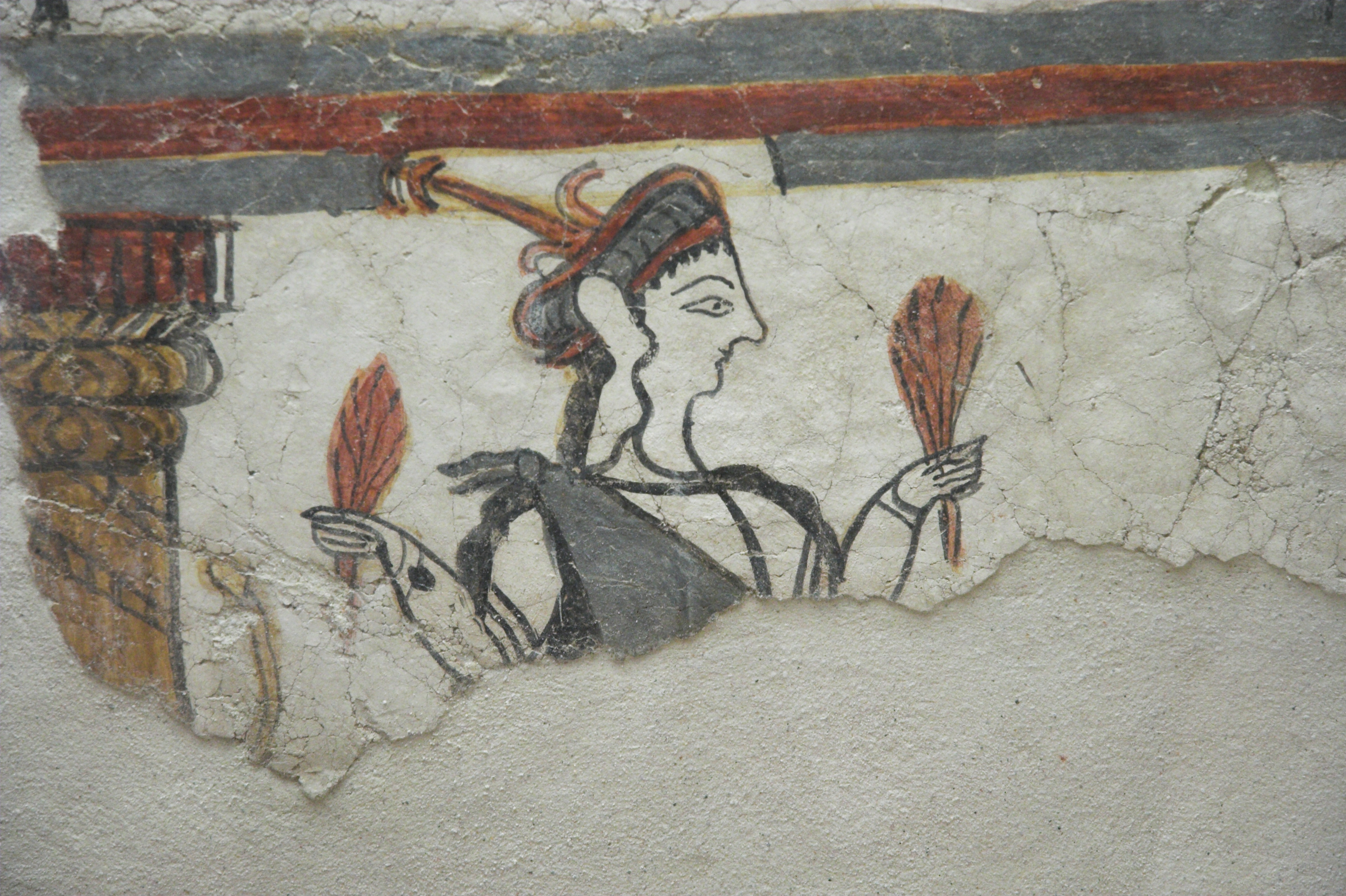
Fresco de una diosa o sacerdotisa con espigas (1250-1180 a. C.) en el Museo Arqueológico de Micenas. Perteneciente a la denominada "Sala del Fresco" del Centro cultual de Micenas.

Hay toda una colección de "damas" o "señoras" en una serie de tablillas de Pilos, donde encontramos la inscripción Po-ti-ni-ja, o Potnia, que puede significar tanto señora como gerente de la casa, sin ningún tipo de palabra que la acompañe. Parece que tenía un santuario importante en Pakijanes, cerca de Pilos. En una inscripción de Cnosos, en Creta, nos encontramos con la "señora del Laberinto" (Da-pu2-ri-to-jo po-ti-ni-ja), que nos remite al mito del laberinto de Creta. Este título también se aplica a muchas diosas, como es el caso de una tablilla escrita en lineal B encontrada en Pilos, que menciona a "dos reinas y el rey" (wa-na-ssoi, wa-na-ka-te). Chadwick relaciona a las reinas con las diosas precursoras de Deméter y Perséfone y al rey con la figura de Poseidón.

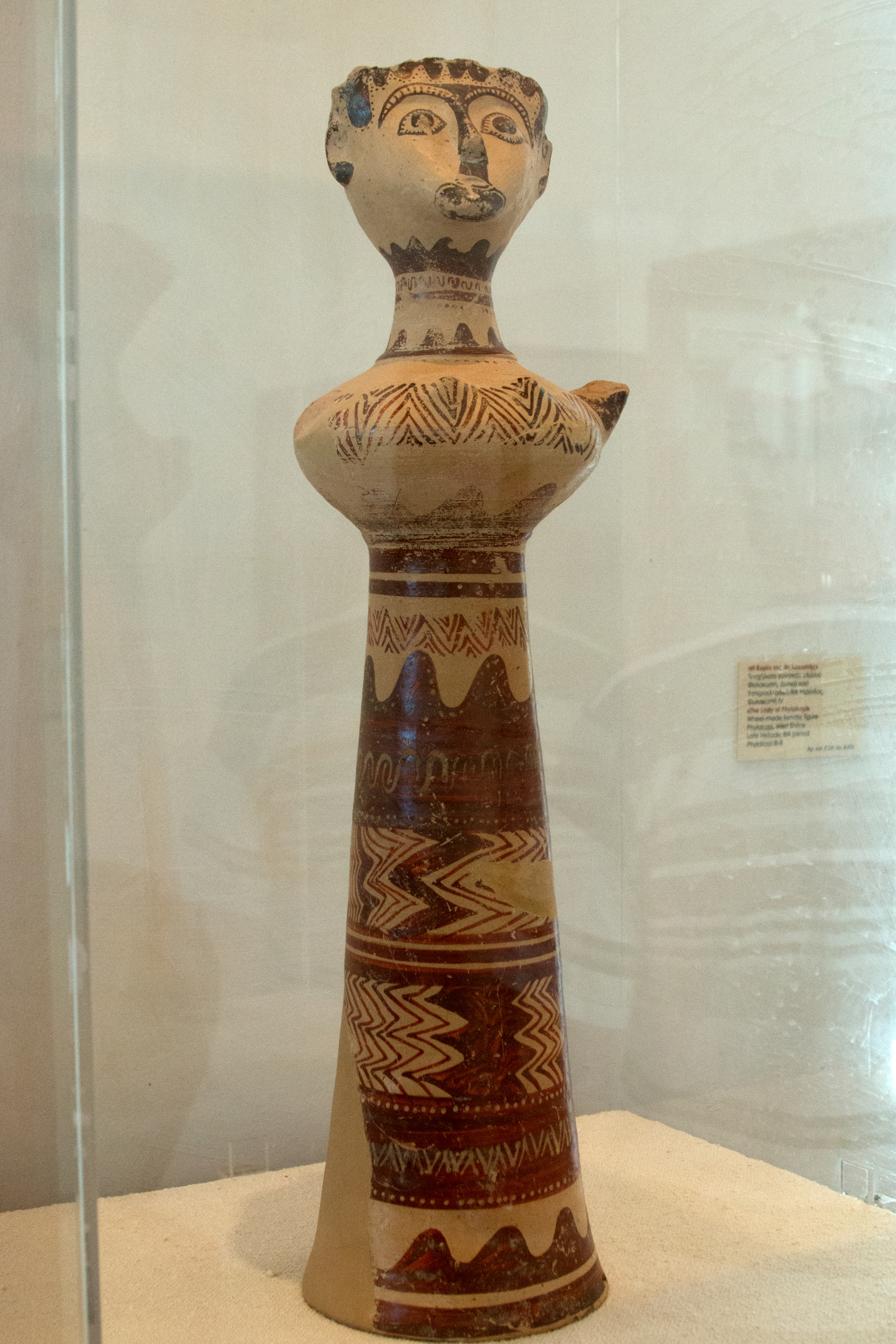
La Dama de Filacopí; figurita de cerámica hecha a mano de una diosa o sacerdotisa del Santuario del Oeste en Filacopí. Periodo Heládico Tardío III-A (siglo XIV a. C.) en el Museo Arqueológico de Milos

### Poseidón, Deméter y Perséfone
Poseidón (Po-se-da-o) parece que ocupaba un lugar de privilegiado. Era una deidad ctónica, conectada con los terremotos (E-ne-si-da-o-ne, terremoto), pero parece que también representaba el espíritu fluvial del inframundo, como a menudo ocurre en el folclore del norte de Europa.
Deméter y su hija Perséfone, las diosas de los misterios de Eleusis, normalmente eran llamadas "las dos diosas" o "las amas". Las inscripciones en escritura lineal B halladas en Pilos mencionan a la diosa Pe-re-swa, que puede estar relacionada con Perséfone, y Si-to po-ti-ni-ja, que es una diosa de la agricultura. El título de culto de Deméter es "Sito" (de σίτος, sitos, trigo).

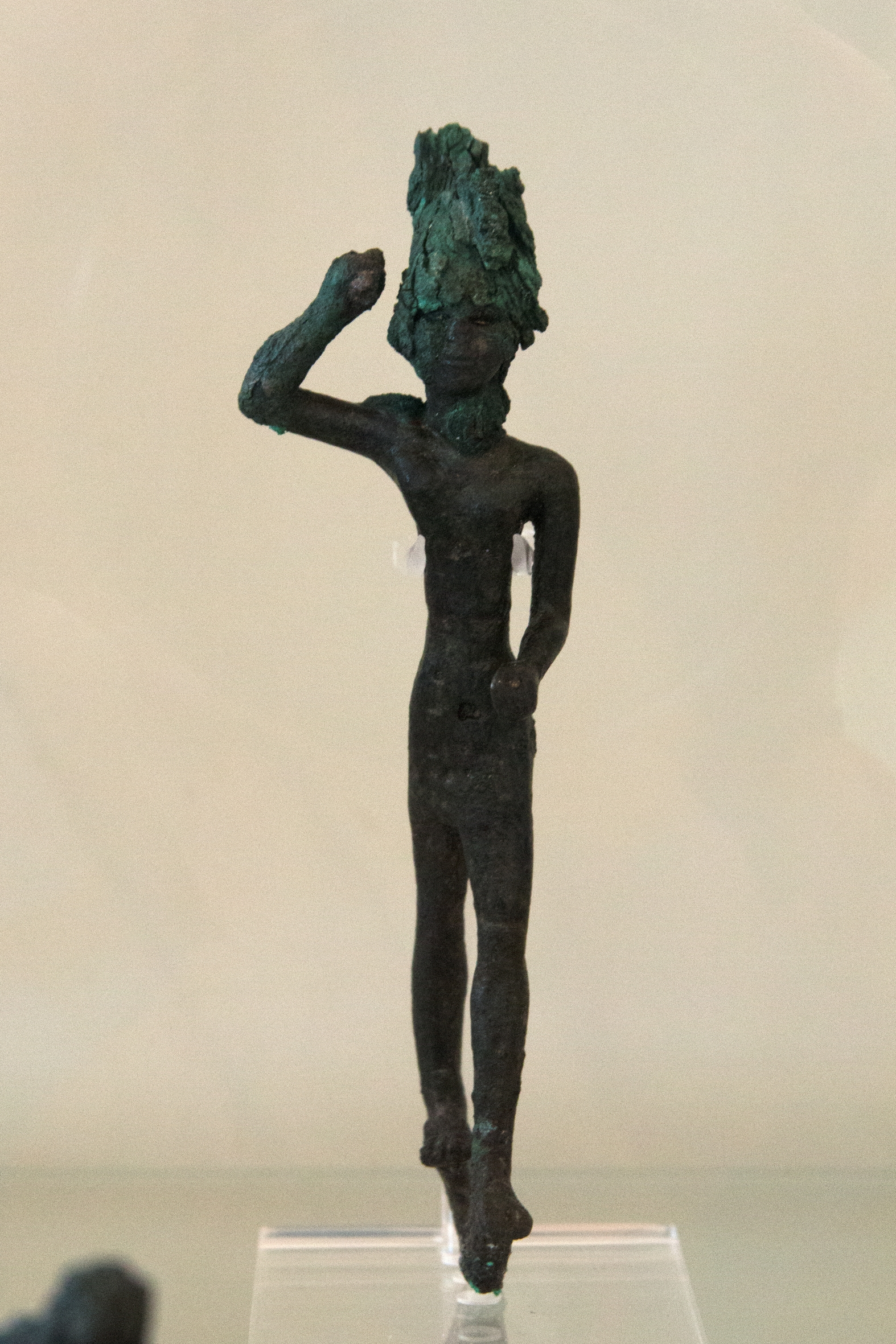
Figura de bronce de un hombre del Santuario de Filacopí, de la cultura micénica, en el Museo Arqueológico de Milos

Los misterios eleusinos se establecieron durante el período micénico (1500 a. C.) en la ciudad de Eleusis y parece que se basaban en un culto a la vegetación con elementos minoicos. El culto originariamente fue privado y no se tiene ningún tipo de información exacta, pero ciertos elementos sugieren que podría tener semejanzas con el culto a Despina, la diosa precursora de Perséfone, en una zona aislada de Arcadia que sobrevivió hasta los tiempos clásicos. En el mito primitivo de Arcadia, Poseidón, el espíritu fluvial del inframundo, aparece como un caballo (Poseidón hippioso) que persigue a Deméter y la convierte en una yegua. De la unión de ambos sale el fabuloso caballo Arión y una hija, Despina, que al principio tenía la forma o la cabeza de una yegua. Pausanias hace mención a esculturas de Deméter y otros dioses con cabeza de animal en Arcadia. En Licosura, en un relieve de mármol, hay figuras de mujeres con las cabezas de varios animales, en una danza ritual. Esto podría explicar un fresco micénico del 1400 a. C. que representa una procesión con máscaras de animales, y una procesión de demonios, ante una diosa en un anillo dorado, en Tirinto. El mito griego del Minotauro probablemente se originó a partir de un demonio similar. En el culto a Despina en Licosura, las dos diosas están estrechamente relacionadas con la primavera y los animales, y especialmente con Poseidón y Artemisa, señora de los animales, que fue la primera ninfa. La existencia de las ninfas estaba ligada con los árboles o las aguas que frecuentaban.

### Artemisa
Artemisa aparece como una hija de Deméter en los cultos de Arcadia y se convirtió en la diosa más popular de la antigua Grecia. Las primeras formas conocidas en que se escribió el nombre de Artemisa son las palabras en griego micénico A-te-mi-to y A-ti-mi-te, escritas en lineal B en Pilos. Su diosa precursora, probablemente la minoica Britomartis, está representada entre dos leones en un sello minoico y también en algunos anillos de oro de Micenas. Las representaciones son bastante similares a las de la Artemisa de Esparta. En su templo de Esparta se han encontrado máscaras de madera que representan caras humanas y que fueron utilizadas por bailarines para rendir culto a la vegetación. Artemisa también estaba conectada con el culto minoico a los árboles, un culto estático y orgiástico que también está representado en sellos minoicos y anillos de oro micénicos.

### Peón
Peón (Pa-ja-wo-ne) es probablemente el precursor del médico griego de los dioses en la Ilíada de Homero. Era la personificación del canto mágico que se suponía que curaba a los pacientes. Más tarde se convirtió también en un canto de victoria (παιάν, paian). Los magos también se llamaban "videntes médicos" (ιατρομάντεις, iatromànteis), una función que más tarde también se atribuyó a Apolo.

### Atenea
Atenea (A-ta-na) aparece en una inscripción en lineal B en Cnosos de la era tardía del Minoico Reciente II. La forma A-ta-na po-ti-ni-ja (señora de Atana) es similar a la posterior forma homérica. Fue probablemente la diosa representada en la procesión del famoso fresco de Cnosos. En un fresco micénico hay una composición de dos mujeres que extienden las manos hacia una figura central que está cubierta por un enorme escudo en forma de ocho. La figura central es la diosa de la guerra con su palco o estatua, una representación anicónica.

### Dioniso
Dioniso (Di-wo-nu-so) también aparece en algunas inscripciones. Su nombre se interpreta como "hijo de Zeus" y probablemente tiene un origen tracio. Más adelante su culto se relaciona con Beocia y Fócida, donde parece que se introdujo antes del final de la era micénica. Esto puede explicar por qué sus mitos y culto se centraron en Tebas, y por qué el monte Parnaso, en Fócida, fue el escenario de sus orgías. Sin embargo, en los poemas homéricos es el consorte de la diosa minoica de la vegetación, Ariadna. Es el único dios griego, además de Atis, que muere para volver a nacer, tal y como aparece a menudo en las religiones orientales. Su mito está relacionado con el mito minoico del "niño divino", que luego fue abandonado por su madre y criado por los poderes de la naturaleza. Mitos similares aparecen en los cultos de Jacinto (Amiclas), Erictonio (Atenas) y Pluto (Eleusis).

### Otros dioses
Se han identificado otras divinidades que se pueden encontrar en periodos posteriores, como la pareja Zeus-Hera, Hefesto, Ares, Hermes, Ilitía y Euménides. Hefesto, por ejemplo, probablemente se puede asociar con A-pa-i-ti-jo en Cnosos, mientras que Apolo solo se menciona, en el caso de que se le identifique, con Paiāwōn; Afrodita, sin embargo, no tienen ninguna alusión. Qo-wi-ya, "que tiene los ojos de vaca", es un epíteto homérico estándar de Hera. Ares aparecía bajo el nombre de Enialos, y aunque se desconoce la importancia de este, la palabra nos hace evocar al dios de la guerra. "Eleuteria" se asocia con Ilitía, la diosa homérica del parto.

## Capillas y santuarios
Había lugares que tenían cierta importancia para el culto, como Lerna, que normalmente eran santuarios que originariamente no se diferenciaban mucho de una vivienda. Aunque más adelante tomaron la forma de un templo, con una imagen devocional en la celda y un altar en frente, al aire libre. Ciertos edificios encontrados en ciudadelas tienen una habitación central, el megaron, de forma oblonga, rodeada de habitaciones pequeñas que podrían haber servido como lugar de adoración. Aparte de esto, se puede suponer también la existencia de un culto doméstico. Se han localizado algunos santuarios, como el de Filakopí, en Melos, donde se encontró un número considerable de estatuillas que seguramente se fabricaron con el objetivo de servir como ofrendas. Se puede suponer que, por los estratos arqueológicos de lugares como Delfos, Dodona, Delos, Eleusis, Lerna y Abas, que ya eran santuarios importantes; en Creta, varios santuarios minoicos muestran una cierta continuidad con el Minoico Reciente III, un periodo conocido por la fusión de estas culturas.